# 苦味酸铅
苦味酸铅是苦味酸的铅盐，化学式为Pb(C6H2(NO2)3O)2，其中铅为+2价。它是一种起爆药，高度敏感。

## 制备
苦味酸铅当今已经几乎不再生产。在第二次世界大战期间，德国大批量的生产苦味酸铅。它可由水溶性的铅盐（如硝酸铅）和苦味酸或可溶性苦味酸盐直接混合，沉淀得到。
苦味酸铅的演示实验中，它可以通过苦味酸和四氧化三铅的原位反应制得，并且不推荐超过50 mg的量的制备。在大约130–160 °C，苦味酸熔化并发生剧烈爆炸。